# ألان روستشيل
آلان لوتشيانو روستشيل (من مواليد 23 أغسطس 1989)، والمعروف باسم آلان روستشيل، لاعب كرة قدم محترفة برازيلي يلعب لصالح لشابيكوينسي، على سبيل الإعارة من إنترناسيونال، كمدافع. كان روستشيل وأحد من ستة أشخاص فقط الذين بقوا على قيد الحياة لكارثة رحلة خطوط لاميا الجوية 2933 عندما كان هو وفريقه يسافرون إلى ميديلين في 28 نوفمبر 2016.

## روابط خارجية
- ألان روستشيل على موقع إي إس بي إن إف سي (الإنجليزية)
- ألان روستشيل على موقع قاعدة بيانات كرة القدم.إي يو (الإنجليزية)
- ألان روستشيل على موقع ليكيب (الفرنسية)
- ألان روستشيل على موقع Soccerway.com (الإنجليزية)
- ألان روستشيل على موقع AS.com (الإسبانية)